# مارهای سربزرگ
مارهای سربزرگ (نام علمی: Dipsas) نام یک سرده از زیرخانواده سربزرگیان است.